# Algimantas Dumbrava
Algimantas Dumbrava (ur. 28 czerwca 1958 w Jeziorosach) – litewski polityk, inżynier i działacz komunistyczny, poseł na Sejm Republiki Litewskiej.

## Życiorys
Po ukończeniu szkoły średniej w Jeziorosach studiował w Instytucie Transportu Kolejowego w Leningradzie (1976–1981). Po powrocie na Litwę był głównym mechanikiem w lokomotywowni w Wilnie (1981–1986), następnie ponownie zamieszkał w Jeziorosach, gdzie pełnił m.in. funkcję instruktora komitetu Komunistycznej Partii Litwy (1987–1989). Od 1989 do 1997 był głównym inżynierem ds. marketingu w spółce akcyjnej Zarasaitis. W latach 1997–2007 zajmował stanowisko funkcję zastępcy mera rejonu jezioroskiego.
Dołączył do partii Porządek i Sprawiedliwość w Ucianie. Z ramienia tego ugrupowania został w 2008 wybrany do Sejmu X kadencji. Pracował w Komisji Pracy i Spraw Społecznych. W 2012 ubiegał się o reelekcję, jednak wybory w jego okręgu zostały unieważnione. W wyborach uzupełniających w 2013 wygrał pierwszą turę głosowania, a dwa tygodnie później drugą turę, powracając tym samym do parlamentu. W 2016 wybrany do Sejmu na kolejną kadencję. W trakcie kadencji dołączył do frakcji Litewskiego Związku Rolników i Zielonych, z jego ramienia w 2020 utrzymał mandat poselski na kolejną kadencję.
Żonaty z nauczycielką Aliciją, ma dwóch synów. Został prezesem organizacji charytatywnej Išgirsk maneoraz członkiem towarzystwa litewsko-flamandzkiego.